# 蘇阿薩
蘇阿薩是哥倫比亞的城鎮，位於該國西南部，由乌伊拉省負責管轄，始建於1748年，面積383平方公里，海拔高度1,220米，2005年人口14,617，人口密度每平方公里38.16人。
1°59′N 75°49′W / 1.983°N 75.817°W